# Brezany
Brezany (ungarisch Litvaberzseny – bis 1902 Brezani) ist eine Gemeinde in der Slowakei. Sie liegt etwa 5 km südwestlich der Stadt Žilina.
Der Ort wurde 1393 zum ersten Mal schriftlich als Berzen erwähnt und gehörte damals zur Herrschaft von Lietava. Der Ort hatte lange Zeit ein landwirtschaftlich geprägtes Bild, heute jedoch arbeiten die meisten Einwohner im nahen Žilina.

## Bevölkerung
| Jahr                | 1994 | 2004    | 2014     | 2024     |
| ------------------- | ---- | ------- | -------- | -------- |
| Anzahl der Personen | 487  | 459     | 597      | 692      |
| Unterschied         |      | −5,74 % | +30,06 % | +15,91 % |

| Jahr                | 2023 | 2024    |
| ------------------- | ---- | ------- |
| Anzahl der Personen | 705  | 692     |
| Unterschied         |      | −1,84 % |